# Hypena affinialis
Hypena affinialis là một loài bướm đêm trong họ Erebidae.